# Plethodon virginia
Espèce
Statut de conservation UICN

 NT  : Quasi menacé
Plethodon virginia est une espèce d'urodèles de la famille des Plethodontidae.

## Répartition
Cette espèce est endémique d'Amérique du Nord. Elle se rencontre entre 1 100 et 1 200 m d'altitude dans les Shenandoah Mountains dans l'ouest de la Virginie et dans l'est de la Virginie-Occidentale.

## Étymologie
Cette espèce est nommée en référence au lieu de sa découverte, la frontière entre la Virginie et la Virginie-Occidentale.

## Publication originale
- Highton, 1999 : Geographic protein variation and speciation in the salamanders of the Plethodon cinereus group with the description of two new species. Herpetologica, vol. 55, p. 43-90.